# Dinitrobenzeno
Dinitrobenzeno ou (raramente) binitrobenzeno, dinitrobenzol, binitrobenzol, DNB é o composto químico, de número CAS geral 25154-54-5, massa molecular de 168.12 , representado por três isômeros de fórmula C6H4(NO2)2 (ou C6H4N2O4), todos tóxicos:
- 1,2-dinitrobenzeno, o-dinitrobenzeno (orto), 1,2-dinitrobenzol. Número CAS 528-29-0. Número RTECS CZ7450000. Cristais brancos. Ponto de ebulição (a 760 mm Hg) 319 °C (606.2 °F)

- 1,3-dinitrobenzeno, m-dinitrobenzeno (meta), 1,3-dinitrobenzol. Número CAS 99-65-0. Número RTECS CZ7350000. Cristais amarelo-pálido. Ponto de ebulição (a 760 mm Hg) 300-303 °C (572-577.4 °F)

- 1,4-dinitrobenzeno, p-dinitrobenzeno (para), 1,4-dinitrobenzol. Número CAS 100-25-4. Número RTECS CZ7525000. Cristais brancos. Ponto de ebulição (a 760 mm Hg) 299 °C (570.2 °F)

Solubilidade: todos os isômeros são levemente solúveis em água, solúveis em clorofórmio, álcool, acetato de etila e facilmente solúveis em benzeno, tolueno e xileno.

## Obtenção
Qualquer dos três isômeros é produzido a partir de benzeno aquecido e da mistura sulfonítrica (ácido sulfúrico mais ácido nítrico).
Partindo-se do nitrobenzeno, a nitração com a mistura sulfonítrica produz principalmente meta-dinitrobenzeno, formando-se 6% do isômero orto e 1% do isômero para.

## Reatividade
São compostos que apresentam instabilidade e inflamabilidade significativa, com ponto de ignição de 150 °C (302 °F) para os isômeros orto e meta.
São compostos instáveis, sensíveis ao calor, ao choque e a chama. O orto-dinitrobenzeno pode detonar quando sujeito ou exposto ao calor ou chama. O meta-dinitrobenzeno pode detonar por choque ou quando aquecido em confinamento. Todos os isômeros são voláteis quando expostos a vapor d'água.
São incompatíveis com oxidantes fortes, e o contato com álcalis e metais (tais  como o estanho e o zinco), podem causar elevação de temperatura e aumento da pressão em recipientes. Misturados com o ácido nítrico, todos os isômeros podem ser altamente explosivos.
A suas decomposições, especialmente em combustões, produzem gases tóxicos e vapores como óxidos de nitrogênio e monóxido de carbono.

## Aplicações
Na fabricação de celulóide, em diversas sínteses orgânicas, especialmente na síntese de corantes, tanto finais quanto intermediários, na fabricação de explosivos, na fabricação de fármacos.
Dinitrobenzenos são usado para obter por redução aminas, as quais tem grande aplicação na produção de corantes e fármacos.
O 1,2-dinitrobenzeno é usado como um substituto da cânfora na fabricação do nitrato de celulose.